# Erythroxylum cambodianum
Erythroxylum cambodianum là một loài thực vật có hoa trong họ Erythroxylaceae. Loài này được Pierre mô tả khoa học đầu tiên năm 1893.